# Marco Magistretti
Monsignor Marco Magistretti (Milano, 19 luglio 1862 – Lecco, 20 novembre 1921) è stato un presbitero e storico italiano.

## Biografia
Marco Magistretti (la cui famiglia era oriunda della Svizzera Ticinese, ma che da tre generazioni si era trapiantata in Milano) nacque in Milano da Carlo e da Ernesta Besìa, in parrocchia di S. Babila. Era il quinto e ultimo rampollo della sua distinta famiglia.
Avviatosi alla carriera ecclesiastica, dimostrò fin da giovine chierico una spiccata ìnclinazione per gli studi dì erudizione storico-ecclesiastica, così che, ordinato sacerdote il 20 dicembre del 1884, fu dall'arcìvescovo Mons. Calabiana (al quale era carissimo) destinato come Cappellano Corale e Vice Cerimoniere delia Cattedrale milanese. Nel giugno del 1890 succedette a Mons. Consonni come Prefetto del Capitolo "minore" e Maestro delie sacre Cerimonie, carica che egli tenne fino all'agosto del 1905 quando — laureatosi oramai in S. Teologia; insignito di molte onorificenze dalla Santa Sede; nominato Socio Corrispondente della R. Deputazione sovra gli Studi di Storia Patria (1901) — il Card. Arciv. Andrea Ferrari lo nominava Canonico Ordinario allo Capitolo Maggiore del Duomo. Come canonico divenne anche bibliotecario del Capitolo, nella cui biblioteca trovò prezioso materiale per i suoi studi.
Mons. Magistretti non si era accontentato di essere un semplice esperto e un pragmatico professionista delle liturgiche cerimonie; ma, spinto dalla naturale inclinazione, favorito dall'esuberante ingegno, incoraggiato e diretto da quella guida sapiente, maestro dei maestri, che fa il dottissimo Mons. Antonio Ceriani, Prefetto delia Biblioteca Ambrosiana, egli divenne l'acuto indagatore, lo studioso analizzatore, il critico erudito e ricostruttore degli antichi Riti della liturgia ambrosiana e di memorie storiche di Milano. Nella stessa Biblioteca Ambrosiana trovava pure il Magistretti un collega e compagno di studi nel giovane Dottore Achille Ratti, che poi come prefetto succedette al Ceriani e che divenne Arcivescovo di Milano e Papa.
Tra le opere del Magistretti rivestono particolare importanza le edizioni annotate - e ancor oggi autorevoli - di antichi manoscritti liturgici (Beroldo, Liber notitiae Sanctorum Mediolani), e documenti (Notitia cleri Mediolanensis, Liber Seminarii) fondamentali per la conoscenza e lo studio della liturgia ambrosiana e della diocesi milanese.
Il Magistretti morì improvvisamente a Lecco dove stava trascorrendo un periodo di riposo. Alla sua morte il Cardinale Achille Ratti scrisse un messaggio di cordoglio in cui lo riconosceva autore di "pubblicazioni liturgiche di fama mondiale", e rimpiangeva di aver "perduto un antico discepolo altrettanto affezionato che valoroso".

## Opere
- Cerimonie della Messa Privata, Milano, Cogliati, 1887
- Riti e Cerimonie per la solenne Dedicazione di una Chiesa, esposta e dichiarata ai fedeli, Milano, Cogliati, 1888
- Appunti di Archeologia musicale: il Canto Ambrosiano nel secolo XII, Milano, 1892
- Beroldus sive Ecclesiae Ambrosianae Mediolanensis Calendarium et Ordines saec. XII, Milano, Pogliani, 1894
- Cenni storici sul Rito Ambrosiano, Milano, Cogliati, 1895
- Cerimonie per la Consacrazione dei Vescovi, Milano, 1895
- Regole di alcuni capi necessarii e più frequenti per l'osservanza delle Sacre Cerimonie e Canto Fermo Ambrosiano, Milano, Cogliati, 1896
- Piccolo Cerimoniale per alcune Funzioni delle Chiese Parrocchiali della Diocesi di Rito Ambrosiano, Milano, 1896
- Il Rito Ambrosiano, Milano, San Giuseppe, 1897
- Monumenta Veteris Liturgiae Ambrosianae, vol. I, Milano, Hoepli, 1897, con prefazione di Mons. Ceriani
- Delle Vesti Ecclesiastiche in Milano, Milano, Cogliati, 1897
- Una Corrispondenza Ambrosiana del secolo XII, in "La Scuola Cattolica", 1898
- Liturgia della Chiesa Milanese nel secolo IV, Milano, San Giuseppe, 1899
- Notitia Cleri Mediolanensis de anno 1398 circa ipsius immunitatem, in "Archivio Storico Lombardo", 1900
- Liber Seminarii Mediolanensis, "Archivio Storico Lombardo", 1916
- Liber Notitiae Sanctorum Mediolani, con Ugo Monneret de Villard, Milano, 1917